# 하승무
하승무(河承武, 1963년 10월 13일~)는 대한민국의 시인, 역사신학자이며 성경신학적, 역사적, 문헌적(문법적) 성경강해에 기반한 기독교 교육자이다. 그는 한국교회에서 성경 자체가 자증하는 성경본문 중심의 원리에 입각한 청교도적 개혁신앙과 기독교의 정치적 중립을 주장하는 대표적인 기독교 지도자로 2012년에 한국예수교장로회와 한국장로회신학교를 설립하여 교회의 조직기구와 신학교육 그리고 성경교육의 비영리·비상업화의 성경적 모델을 제시한 바가 있다. 경남 사천 출생으로 본관은 진양(晉陽) 초명은 천행(天幸)·창호(昌浩), 자는 창우(昌優), 호는 시학재(詩學齋)·란사(蘭史)이다.

## 생애
조선조 명재상이자 청백리인 영의정 하연 선생의 21세손으로 전통적인 유교 가문에서 장로교 목사가 된 대한민국의 역사신학자, 시인, 교육자이다. 한국장로회신학교에서 역사신학과 성경강해를 가르치는 재능기부 교수이다. 한국예수교장로회와 한국장로회신학교를 설립하여 목회 전반에 걸쳐 신앙 교육, 선교 등 자비량으로 봉사했다. 그의 신학사상 가운데 주목할만한 것은 기존의 기독교 역사해석의 관점인 로마가톨릭 교회사관, 개혁주의 교회사관, 개신교 교회사관과는 달리 초대교회로부터 계승된 신앙고백 관점과 역사적 맥락이 일치된 교회역사 해석의 관점인 《정통신앙 교회사관》을 최초로 제시했다. 그는 문학적으로 진보적인 시인이나 신학적으로는 개혁주의 신학자이다. 1994년 한겨레문학에서 박재삼 시인·원영동 시인·윤경수 (교수) 3인의 추천으로 시단에 등단했다. 또한 그는 대학에 재직 시, 1996년 한국 국내대학 최초로 대학TV 광고를 기획한 기획자이기도 하다.

## 가계
- 증조부 : 하장수(河長水, 서예가, 애국지사)
- 증조모 : 김백림(金海金氏伯林)
  - 조부 : 하재세(河在世, 교육자, 사회운동가)
  - 조모 : 박연순(密陽朴氏連順)
    - 부 : 하치호(河致鎬, 전 군인)
    - 모 : 강숙순(姜淑順, 종부, 한복사)

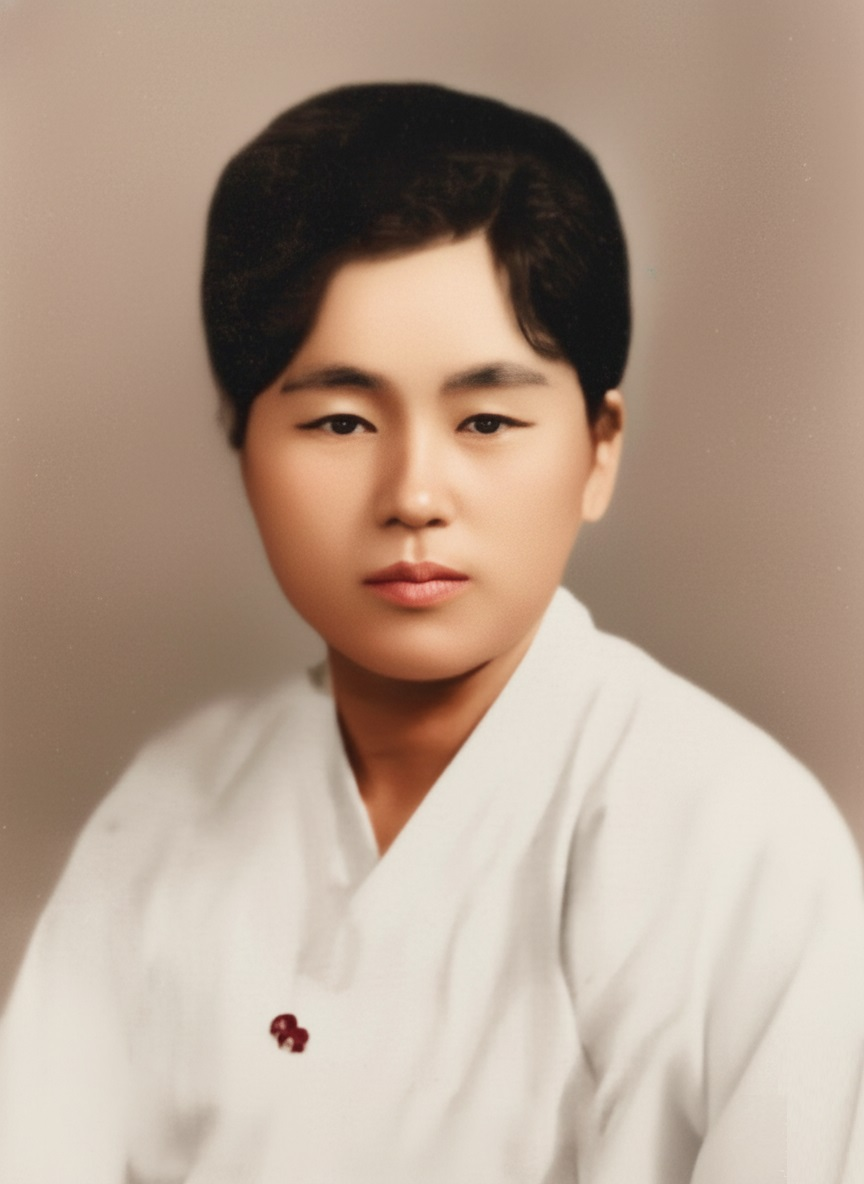
어머니 강숙순 여사(당시 만39세)

#### 직계 선조
- 하즙(1303년~1380년, 문하찬성사, 진주군)
- 하윤원(1322년~1376년, 대사헌, 진산군,개경수복공신)
- 하자종(1350년~1433년, 병부상서, 두문동 72현)
- 하연(1376년~1453년, 영의정, 문종의 스승)
- 하효명(1403년~1441년, 훈련원부사, 증이조참판)
- 하태원(유학자, 문인, 진양하씨 사천조동문중 창문 1세)
- 하응철(종2품 가선대부)
- 하만석(정2품 지중추부사)

## 문학사상과 세계관
그는 등단 작품부터 내재적 신앙화와 신학화가 이미 천착되어 있었음이 시편 곳곳에서 확인되고 있다고 한다.
특히, 그의 주된 작품세계는 전형적인 한국 기독교시의 자전적 신앙 또는 인간성(자아) 중심의 기독교적 서정성의 패러다임을 탈피하여, 성경신학적으로 내재화한 성경 자체의 자증적 본질성에 주목하여 기독교시 또는 기독교 문학의 세계관을 성경적인 세계관으로 시원을 열었다는 것이다.
따라서, 그는 '신학적 시학'이라는 탈인간중심주의(De-anthropocentricity)의 성경적 패러다임을 제시하여 기존의 신구교 그리스도교 시문학의 정체성을 극복함으로서 교회역사 이래, 기독교 시문학의 새로운 축을 발아하게 하였다.

### 문학평

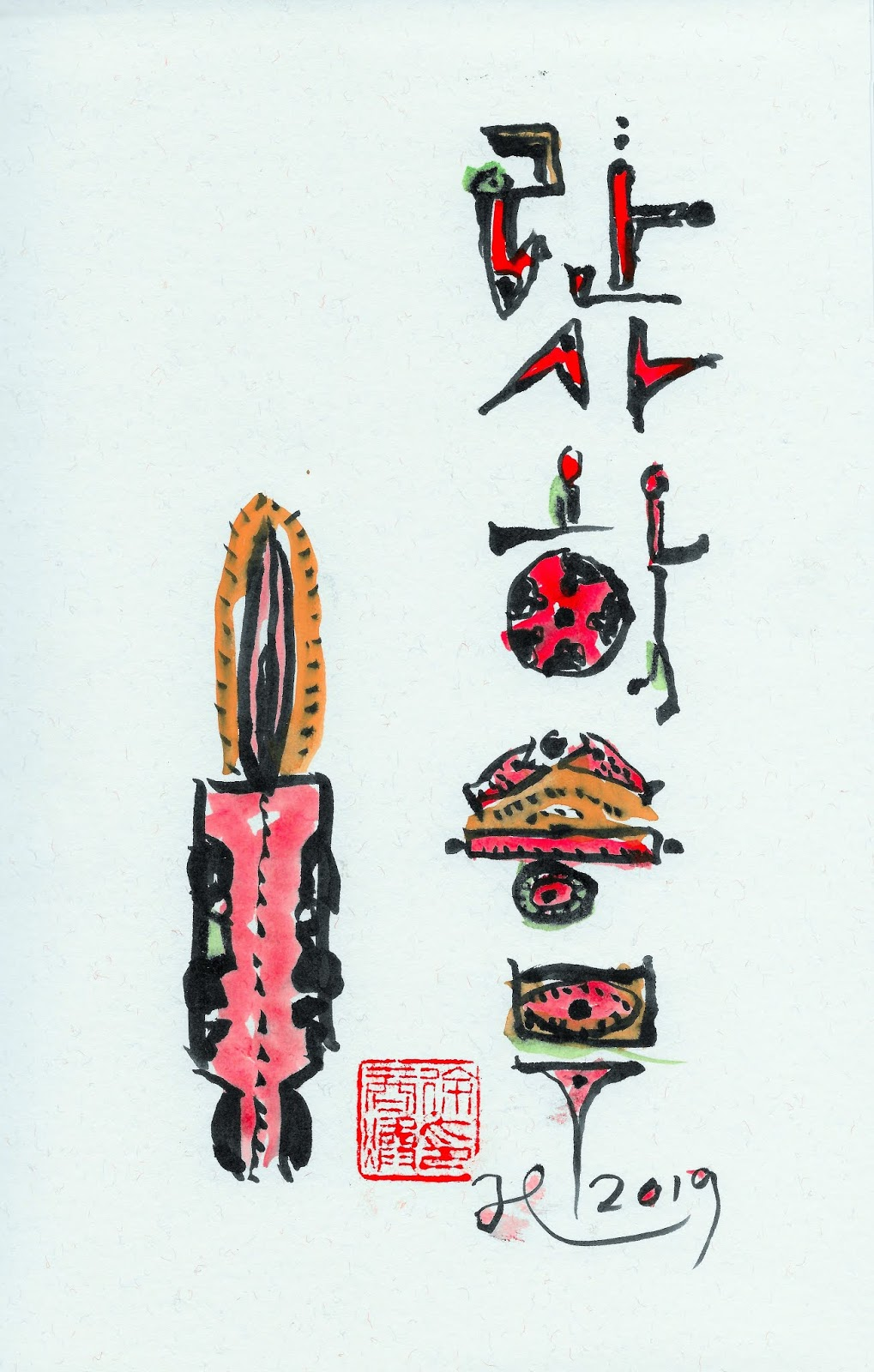
제목 : 란사 하승무
서상환 화백 작품

현대문학에 있어서 한국적 심성을 대표하는 박재삼 시인은 심사평에서 

| “ | 하승무의 시작품은 깊은 내면세계를 갖고 있으면서 삶과 죽음, 현실과 이상, 형이하학과 형이상학을 상치시키며 관조 내지 자성이 지배적이다. | ” |

라고 평가하였다.  이후 작품에서 나타난 일련의 시편들 가운데 초심미적인 시편들은 그의 시재성을 여실히 드러내고 있으며 이 같은 작품을 해석하는 데는 종교와 미학의 상징체계를 이해하지 않고서는 비평적 접근이 난해하다고 한다.  특히, 문학평론가 윤경수 교수는 

| “ | 하 시인의 시편 가운데 특이한 것은 이상의 초현실적인 경향의 상징체계를 보다 심화시키고 있으며 그의 독특한 시풍은 기독교로 귀의하게 된 신비한 체험과 정신적 구도의 영향으로 보는 것이 타당하다고 보는 것이 아닌가! | ” |

라고 평가했다.  1994년 이후, 그는 신문, 잡지 등에 시를 발표하면서 오히려 문단 내보다는 일반 독자들에게 널리 알려지게 되었다. 특히, 기독교인이면서도 기독교적 시풍에 얽매이지 않고 종교, 기호학, 미학의 상징적 체계를 심화하여 시적 이미지를 형상화하고 있다. 그의 시 <신생대의 여섯 번째 꼬리뼈>, <태양에서 땀이 난다> 등에서 잘 나타나고 있다.
2000년대 이후에는 직관에 의한 서정성을 나타낸 시<들꽃의 노래>와 처음으로 우화적 기법을 도입한 시<하늘이 내뱉은 코끼리 손 이야기>가 있다. 그 밖에 공동시집으로 <그리움엔 길이 없다>(빛남, 1996), <The Southern Poetry>(부산시인협회, 1999), <꽃이 핀다 푸른 줄기에>(작가들, 2006), <세이한 고비>(작가들, 2008), <소사나무 숲>(작가들, 2011), <내가 뽑은 나의 시>(책만드는집, 2012) 등이 있다.
특이하게도 영시로 영역된 그의 시편들이 영미권의 젊은 작가들에게 알려짐에 따라 다른 예술 장르의 개성있는 예술가들에게 도전적인 영향을 끼치게 되었다는 사실이다. 특히, 셰익스피어의 소네트 리믹스라는 작품으로 유명한 리투아니아 출신의 미국 시인이자, 예술가인 나이젤 톰(Nigel Tomm)은 2012년 5월 5일 자신의 공식 사이트를 통해 호주의 여류 시인 난 맥도날드, 캐나다의 시인 부루스 메이어, 영국의 시인 닉 토체크, 일본의 시인 기타무라 도코쿠(北村透谷)을 포함한 하승무 시인 5인에게 경의의 찬사를 보내기도 했다. 또한 2019년 11월, 문예평론가인 변의수 시인은 하승무의 시세계에 대해서 특집 평론을 통하여 시의 탁월성을 분석했다. 다음의 내용은 그 일부분이다.

| “ | 칸트는 시간과 공간에 바탕해서 지식을 얻는다고 생각했다. 그리고 아인슈타인은 빛의 속도를 넘어서면 시간은 소멸한다고 생각했다. 물론, 칸트의 ‘시간’은 심리적인 것이고, 아인슈타인의 ‘시간’은 상대적인 것이다. 하지만, 엄격히 말해 객관적 실체로서의 시간은 존재하지 않는다는 점에서 칸트나 아인슈타인의 명제들은 결국 “100%”의 것이 아닌, “99.9%”의 불완전한 지혜이지 않겠는가. 하승무 시인은 그러한 “소피스트”적 언어의 근원적 공리의 문제성을 환기시키고 있는데, “시간의 강은 결코 흐르는 것이 아니라 존재한다는 것”이라고 말한다. 인간의 지혜는 “순수이성비판”을 쓰고, 시간과 공간의 변환을 논한다. 하지만, 사람들이 흐른다고 생각하는 “시간”을 시인은 ‘흐르지 않는다’고 말한다. 하승무 시인의 이러한 견해는 예사롭지 않은 것이다. | ” |

## 하승무의교회사관

기독교 계통도(하승무의 교회사관)

그의 교회 역사해석은 기존의 개혁주의 교회사관이 신앙고백의 측면에서는 맥을 같이 하나, 개혁주의 교회사관이 신앙고백과 역사적 맥락이 분리된 근본적인 문제를 가지고 있는 교회사관이라고 주장했다. 따라서 그는 초대교회로부터 16세기 유럽의 종교개혁으로 계승, 발전해 온 역사적 종교개혁 운동과 16세기 유럽의 종교개혁에 대한 왜곡된 역사 인식의 서양사 관점의 역사해석, 이와 맥을 같이하는 로마가톨릭 중심의 역사해석과 프로테스탄트 교회사관(일명 개신교 교회사관)을 그대로 수용하고 있는 문제를 분석하여 성경과 분리된 교회역사 해석의 관점임을 밝혀냈다.

그의 교회사관은 이러한 기존의 관점을 극복하여  성경에서 진술하는 신앙고백 중심에 따른 교회사 전통과 초대교회로부터 계승된 신앙 정통을 동일 선상에서 기존의 교회 역사해석에서 분리된 신앙의 본질과 연대기적인 교회사의 맥이 분리되지 않고 일맥상통한 역사해석을 하고 있다. 그는 

| “ | 한국을 비롯한 세계교회의 역사신학계에서 16세기 유럽의 종교개혁 운동 가운데 루터가 중세 가톨릭교회의 기구 및 조직 교회 중심에서 가톨릭교회를 쇄신하려는 종교개혁에 따른 역사해석의 교회사 전통과 초대교회로부터 계승된 신앙 정통이 분리된 역사해석은 그 자체가 모순점을 안고 있는 것이 이를 반증하고 있다. | ” |

고 주장했다. 따라서 그는 이러한 모순된 역사해석을 뒤집고 교회사의 맥과 성경의 본질이 일맥상통한 역사해석이 바로 자신이 제시한 《정통신앙 교회사관》의 핵심이라고 밝혔다.
그의 이러한 신앙적, 신학적 배경은 부산 염광교회(합동) 출신으로 신앙적으로는 한병기 목사, 노진현 목사, 김광열 목사, 석원태 목사, 신학적으로는 배제민 박사, 송용조 박사, 서문강 교수로부터 영향과 고려신학대학원의 허순길 박사, 이승미 박사로부터 개혁신학의 영향이 크게 작용했다고 한다.

### 정통신앙 교회사관의 연구 특징[14]
- 성경의 자증적 원리에 입각한 그리스도 중심의 '구원론적 신앙고백'이 교회역사 해석의 기준이 되어야 한다는 것.
- 교회역사 해석에 있어서 교회 조직이나 기구 그리고 지위, 계급 등 인위적인 권위가 중심이 되어서는 안된다는 것.
- 교회의 조직과 기구의 전통은 구원론적 신앙고백에 의해 검증된 신앙고백과 신앙전통이 일치될 때 '전통성'이 있다는 것.
- 기독교 성경 해석의 전통인 역사적 성경해석 방법을 계승한 종교개혁가 칼뱅의 역사적 문법적 방법(historical-grammatical method)을 역사 해석의 본질적인 원리에 부합한 역사적 교회의 주제들을 탐구하여 검증되어야 한다는 것.
- 역사적 종교개혁을 계승한 16세기 종교개혁이 칼뱅에 의해서 성취되고 완성되었다는 것.(16세기 종교개혁은 루터의 종교개혁이 아니라는 사실)
- 16세기 이후 역사적 가톨릭교회에서 분리된 로마가톨릭교회와 그 분파들, 16세기 종교개혁과 직간접적으로 관련이 없는 비종교개혁파들 그리고 역사적 종교개혁의 계승이 아닌 로마가톨릭교회로 전락한 이전의 16세기 당시 가톨릭교회 내부를 개혁하고자 했던 루터 중심의 종교개혁을 16세기 전체 종교개혁으로 규정하는 근현대 역사해석을 거부한다는 것
- 칼뱅의 개혁신학을 신학적으로 구분한 개혁신학의 개념이 아닌 초대교회의 고백신앙과 이를 계승한 사도들의 신앙 전통을 계승한 칼뱅의 개혁신학을 신학적으로 유일하게 수용한다는 것.

## 병역 명문가

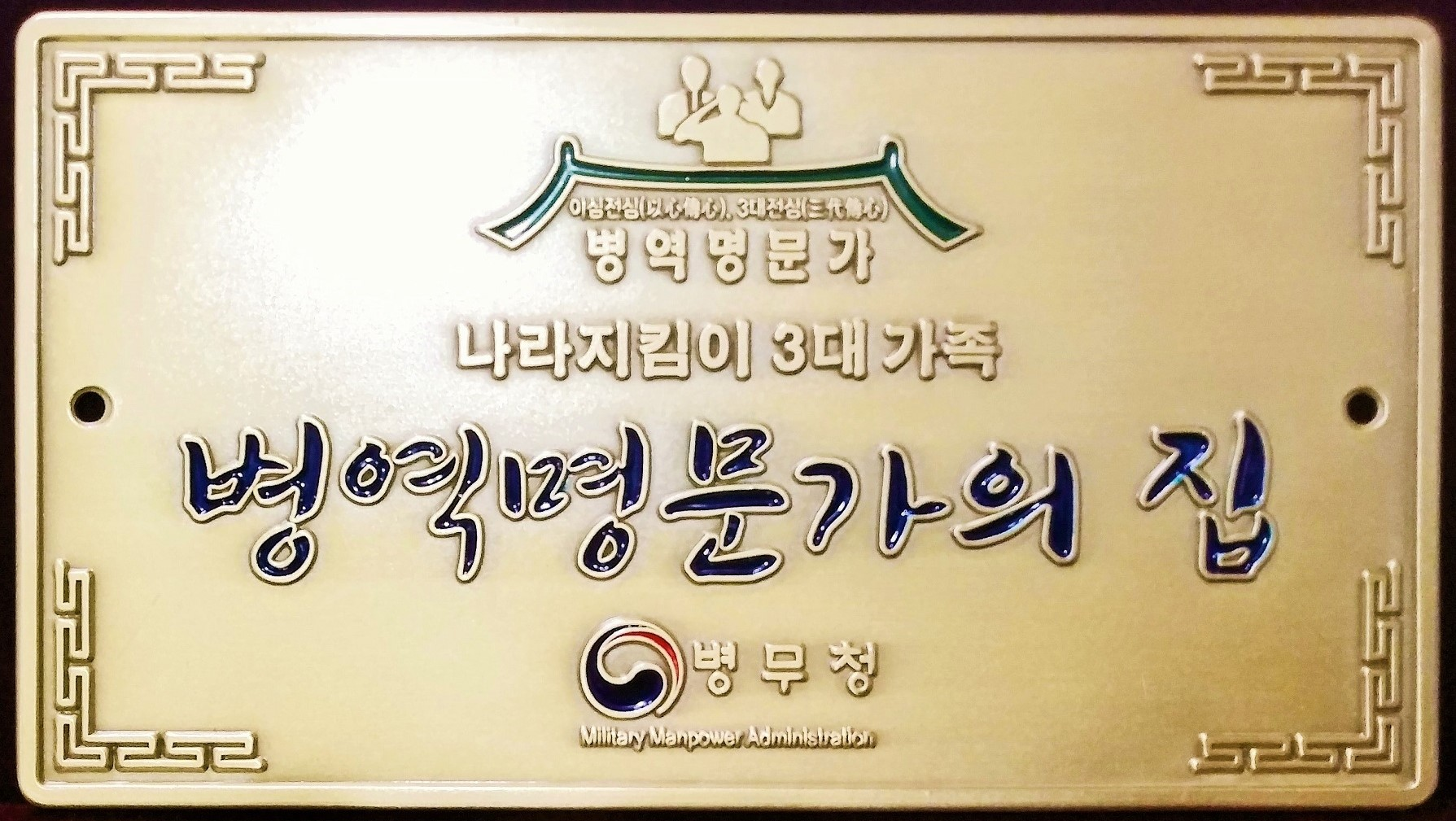
병역명문가 정부수여 공식문패

대한민국 병역명문가로 지정된 그의 가문 3대는 부친이 한국전쟁과 베트남전쟁에 참전했으며, 부친과 함께 베트남전쟁에 참전한 첫째 형은 해병대 부사관으로, 둘째 형은 육군병장으로 전역했다. 조카들은 해병대에 한 사람도 빠짐없이 병역의무를 이행했다. 특히 부친은 한국전쟁에 사병으로 참전하고 전역 후에 베트남전쟁이 발발하자, 육군 부사관으로 해병대 부사관인 첫째 아들과 함께, 나란히 참전하는 등 남다른 애국실천으로 병무청이 2017년에 처음 실시한 '대한민국 병역명문가 스토리가문'으로 선정되었다. 또한 하승무 본인은 육군 군종사병으로 복무 시, 군인교회 개척(설립) 및 교회 내 상담 프로그램을 실시하여 병영 안정화에 크게 기여하는 등 3대가 투철한 안보관으로 ‘명예의 전당’에 올랐다.

## 학력
- 대구가톨릭대학교 대학원 사학박사 수료(Ph.D.Cand.)
- 고신대학교 선교목회대학원 신학석사(성경강해,Th.M.)
- 고신대학교 신학대학원 신학석사(역사신학,S.T.M.) 수학
- 부산외국어대학교 교육대학원 교육학석사(Ed.M.)
- 광주대학교 신문방송학과 졸업(B.A.)
- 부산외국어대학교 일본어학과 졸업(B.A.)
- 동원공업고등학교 기계과 졸업(야간)

#### 비학위과정
- 통일부 통일교육원 통일교육 전문위원과정 수료(2004)
- 한국국제협력단 KOICA KOV 23기 수료(2004)
- 제2가나안농군학교 제664기 수료(2004)
- 일본 DAITO BUNKA UNIVERSITY 연수(1997.7.)
- 대교협 고등교육연수원 수료(교직원과정,1996.3)
- 육군방공포병학교 전문병과 수료(1985)

## 경력

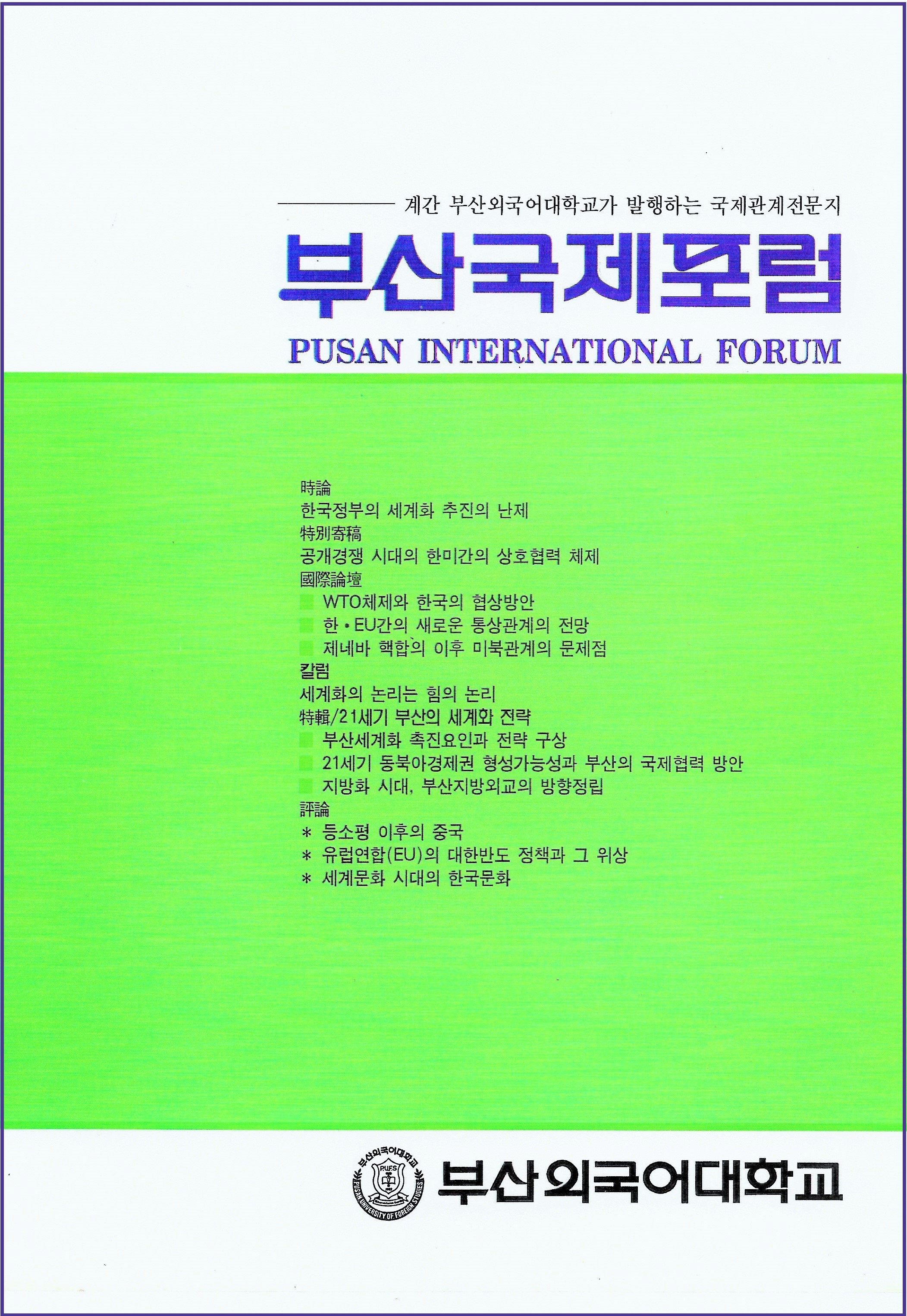
하승무 PIF 편집주간

- 부산국제문화예술포럼(전 부산사회정보포럼) 대표(2003.~현)
- 한국문예창작교육원 교육원장(20241.1~현)
- IURC 한국본부 총재(2024.1~현)
- 한국장로회신학교 제4대 학교장(2024.1~현)
- 부산기독교문인협회 창립대표(2013~현)
- 대구가톨릭대학교 대학원 사학과 강사(2021~2024.3)
- 부산사회정보포럼(전 부산청년포럼) 대표(2003~2025)[16][17][18][19][20][21][22][23][24][25][26][27][28][29]
- 한국문화예술위원회 문학나눔 도서선정 심의위원(2023)[30]
- 통일부 통일교육위원(2020~2022)[31][32][33][34][35][36][37]
- 국가보훈처 제1기 보훈혁신IN 평가위원(2020)[38]
- 한국예수교장로회 제1,2대 교단장(2014~2017)
- 한국장로회신학교 초대 학교장(2012~2015)
- 재외동포재단 독도코리아홍보위원(2005~2007)
- 민주평화통일자문회의 자문위원(2003~2007)
- 통일부 통일교육 전문위원(2004~2005)
- 세계한민족작가연합 이사(2002~2007)
- 현대PR리서치센터 대표(2004~2006)
- 한국IT문화컨텐츠연구소 대표(2003~2004)
- 전국포럼연합 부대표(2003~2016)
- 전국포럼연합 제1기 홍보위원장(2003~2006.3)
- 광주대학교 총동창회 제9대 상임부회장(2007~2011)
- 호주한인문학 편집위원, 편집주간(2003)
- 호주동아일보 신년문예 심사위원(2000)
- Korean Community Magazine in Aus.편집장(1998)
- 한국대학홍보협의회 초대부회장(1997)
- 부산경남제주지역대학홍보협의회 회장(1997)
- 부산외국어대학교 교육대학원 제5대 원우회장(1996~1997.2)
- 사단법인 한국군사학회 연구위원 (1996~1997)
- 제3대 부산크리스천문인협회 사무국장(1996~1997)
- 부산크리스천문학 편집인 겸 편집위원(1996)
- '96문학의 해 크리스천문학축제 사무국장(1996)
- 부산작가회의 창립회원(1996)
- 부산크리스천문인협회 부총무, 부산크리스천문학 편집위원(1995)
- 부산외국어대학교 계간 부산국제포럼 공동편집인, 편집주간(1994~1997)
- 박재삼 시인, 원영동 시인, 윤경수(교수) 문학평론가 3인 추천, 시인 등단(한겨레문학,1994)[39][40][41][42][43][44][45][46][47][48][49][50]
- 부산외국어대학교 기획실(8급 서기)
- 부산외국어대학교 기획실(9급 서기보,1992)

## 개척 및 목회 활동

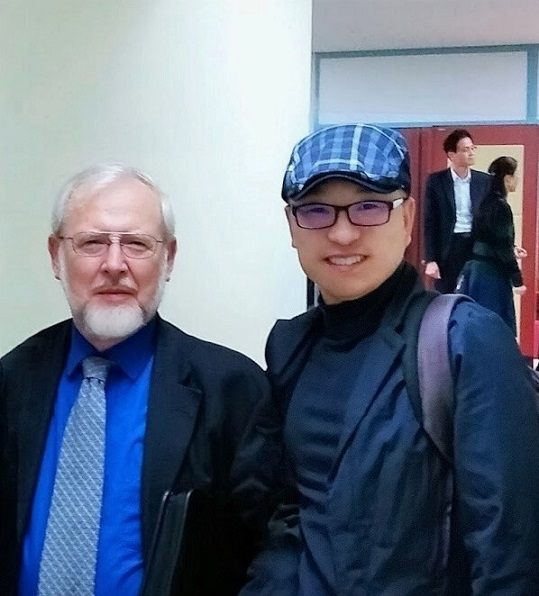
밴게메렌 박사와 하승무 교수

- 방공포병학교 기독교 신우회장(대구, 1984~1985)
- 육군두루미교회 개척(설립) 및 담임군종(광주, 1985~1987)
- 부산동도교회(합동) 교육전도사(1991)
- 구미서교회(고신) 교육전도사 및 교육강도사
- 천안모산중앙교회(고신) 협동목사
- 부산동도교회(합동) 협동목사
- 새길교회(독립) 협동목사
- 대한예수교장로회 퓨리탄채플 설립 및 담임목사
- 한국예수교장로회 설립(2012)
- 한국장로회신학교 설립(2012)
- 호헌총회신학교 역사신학 강사(대전, 2007~2012)
- 한국개혁신학연구원 역사신학 조교수(서울, 2005)
- 영남장로회신학교 역사신학 초빙교수(부산, 2004~2008)
- 개혁신학교 역사신학 강사(부산, 2014)
- 브니엘 신학교 역사신학 강사(부산, 2014~2015)
- 동아시아 지역 특강 및 초청 강의(2010~2015)
- 한국장로회신학교 역사신학 교수(2012~현재)

## 주요 대담
- 《김진현 전 과학기술부장관 '다가오는 21세기 전환기 시대의 한국의 선택'》1995.
- 《조순 전 부총리 '동북아에 있어서 한국경제의 전망'》1994.
- 《오병문 전 교육부장관 '한국대학의 학문적 위상과 주체성'》1994.
- 《강경식 전 재무부장관 '부산의 국제화와 부산외대의 역할'》1994.
- 《러시아연방 예브게니 발코비치 영사 '새로운 한 러 관계'》1994.

## 주요 기고문•칼럼
- '기득권공화국과 일본의 침탈' e뉴스한국. 2023.
- ‘한국교회를 잠식한 WCC의 발상’ 크리스천투데이호주판. 2012.
- '오늘날 한국기독교인의 정치참여, 나라 망친다’ 매일종교신문. 2015.[깨진 링크(과거 내용 찾기)]
- '카오스의 시대? 그리고 정(正)과 속(俗)' 경북하나굿뉴스
- '값싼 은혜, 값싼 믿음① 영화 <밀양>' 매일종교신문, 2018
- ‘아리랑 이야기’ 매일종교신문, 2018
- ‘악인이 나쁜 짓을 하지 않기를 기대하는 것은 어리석은 것이다’ 매일종교신문, 2018
- ‘나의 죽음을 세상에 알리지 마라’ 매일종교신문, 2017
- <20세기 ‘세계경영의 징기스칸’ ‘김기스칸’> 매일종교신문, 2017
- ‘말 못하는 호떡 장사 부부' 매경 이코노미, 매일경제신문사
- '세계화의 논리는 힘의 논리' 부산국제포럼, 부산외국어대학교, 1995
- '성화와 구원에 대하여' 경북하나신문, 2019
- '구원의 또 다른 이름, 성도' 하나굿뉴스, 2021

## 수상

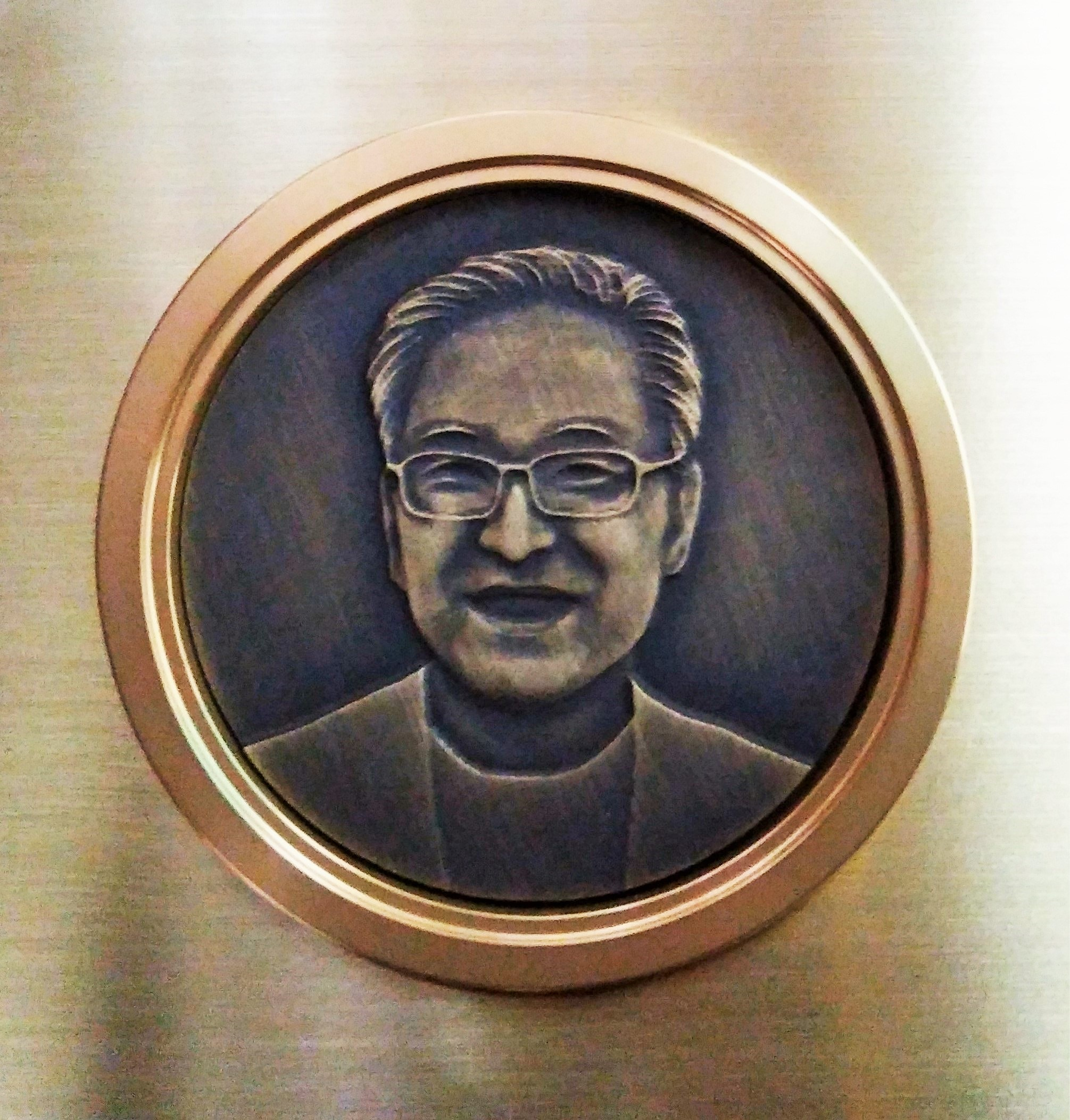
부산시민상 수상 동판

- 대한민국 국회의장 사회공헌 공로장(2024)[51][52][53][54][55][56][57][58]
- 21세기 칼빈주의자 및 개혁주의 신학자 106인(2024), FamousFix LISTS[59]
- 한국 칼빈주의자 및 개혁주의 기독교인 9인(2024), FamousFix Lists[60]
- '2024 주목할만한 고신대학교 동문 1위', Edurank(세계대학평가기관) 선정.[61]
- '2024 주목할만한 부산외국어대학교 동문 2위', Edurank(세계대학평가기관) 선정.[62]
- '2024 주목할만한 대구가톨릭대학교 동문 2위', Edurank(세계대학평가기관) 선정.[63]
- '2024 주목할만한 광주대학교 동문 3위', Edurank(세계대학평가기관) 선정.[64]
- 제10회 자랑스런 대한국민대상 사회공익 대상(2020)[65][66][67][68][69][70][71][72][73][74][75][76][77][78][79]
- 대한민국무공수훈자회 부산지부 유공표창(2020)[80][81]
- 제34회 자랑스러운 부산시민상(2018)[82][83][84][85][86][87][88][89][90]
- 2018 한국신학교육자상[91][92][93][94]
- 제14회 병역명문가 병무청장 표창(2017)[95][96][97][98]
- 제14회 병역명문가 가문 선정(2017)[99][100][101][102][103]

- 외교부 재외동포재단 금상(2006)

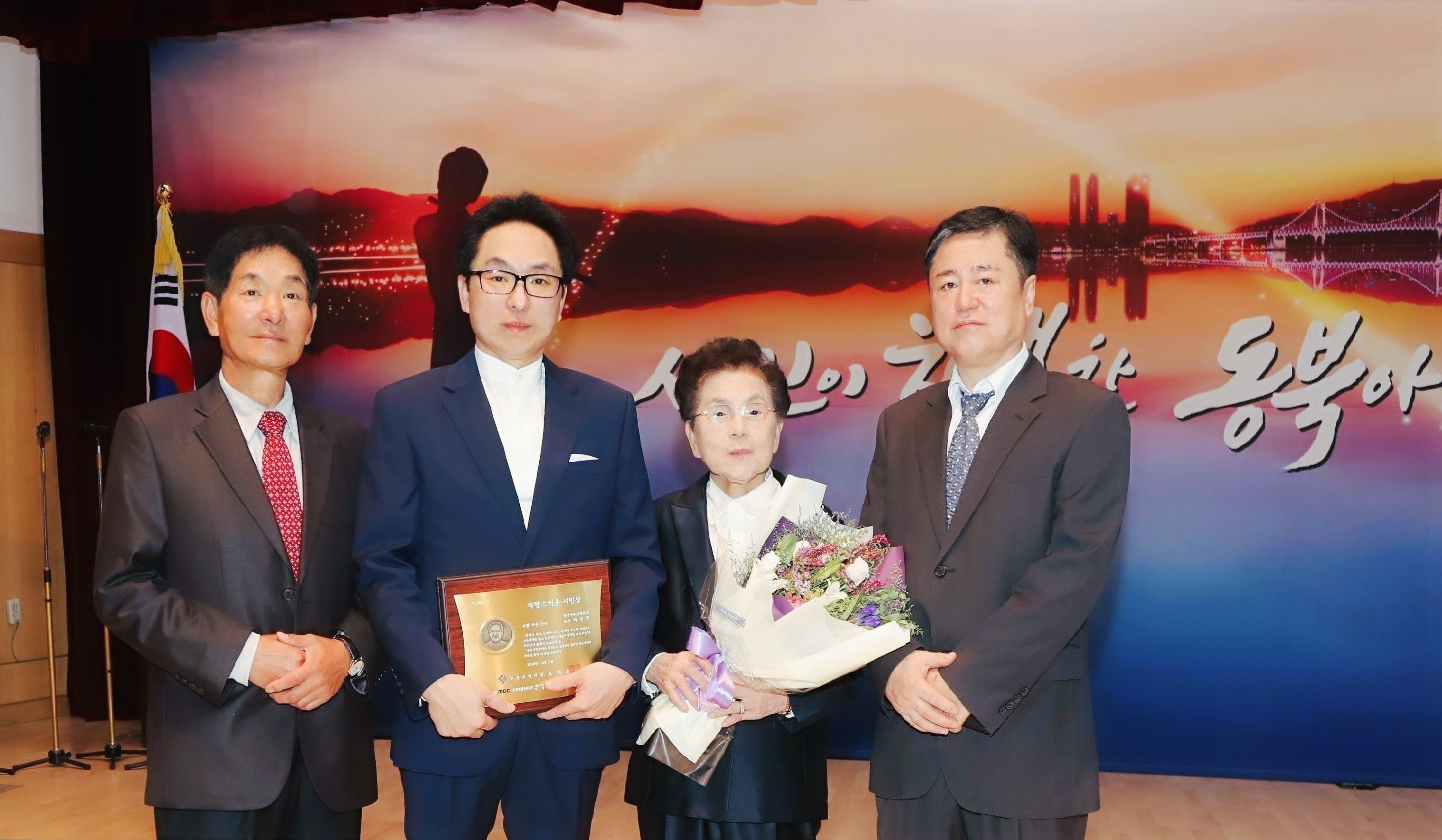
부산시민상 시상식에서 어머니 강숙순 여사(당시 86세)와 형제들

- 전국포럼연합 21세기분당포럼 공로패(2006)
- 부산외국어대학교 교육대학원 원우회공로패(1997)
- 부산크리스찬문학가협회 최우수작품상(1995)[104]
- 제3회 한겨레문학 신인상(1994)[105][106]
- 육군두루미교회 공로감사패(1987)
- 제1방공포병여단 여단장상(2회 1985,86)
- 제1방공포병여단 제133대대장상(2회 1985,86)
- 동원공업고등학교 공로상(1984)

## 같이 보기
- 한상동 · 한경직 · 오병세 · 허순길 · 이승미 · 개혁신학자 · 기독교 신학자 · 한국의 신학자 목록 · 한겨레문학 · 박재삼 · 원영동 · 윤경수 (교수) · 임수생 · 이영해 · 대한민국 병역명문가 · 자랑스러운 부산시민상 · 진양하씨 사천조동 문중

## 참고 문헌
- 조인스 인물정보 검색
- 두산백과 두피디아
- 대한민국현대인물사,대한민국공훈사발간위원회,1996년
- 한국을 움직이는 인물들,중앙일보사, 1995, 1996년
- 한국인물사전,연합뉴스사, 2016, 2017, 2018, 2019, 2020년